# Viktor Zvjagintsev
Viktor Zvjagintsev (ukrainska: Віктор Олександрович Звягінцев Viktor Oleksandrovytj Zvjahintsev, ryska: Виктор Александрович Звягинцев), född 22 oktober 1950 i Donetsk, Ukrainska SSR, Sovjetunionen, död 22 april 2022, var en ukrainsk-rysk fotbollsspelare som spelade för Sovjetunionen och som tog OS-brons i fotbollsturneringen vid de olympiska sommarspelen 1976 i Montréal.